# 2011年夏季ユニバーシアード
第26回夏季ユニバーシアード（XXVI Summer Universiade）は、2011年に中国・広東省深圳で開催されたユニバーシアードである。

## 大会開催までの経緯
2007年1月の理事会でカザン、ムルシア、高雄、ポズナンの4都市と争い開催権を獲得した。中国での開催は北京での2001年大会以来10年ぶり2回目である。中国では2008年の北京オリンピック、2009年のハルビン冬季ユニバーシアード、2010年の広州アジア競技大会と4年連続で国際総合競技大会が開かれることになるため、当初深圳は優勢な候補地ではなかったが最終的に開催権を得た。

## 実施競技
- 陸上競技
- バスケットボール
- 競泳
- 飛込競技
- フェンシング
- サッカー
- 体操競技（体操・新体操・エアロビクス）
- 柔道
- 卓球
- テニス
- バレーボール（ビーチバレーボールも実施）
- 水球
- 重量挙げ
- ゴルフ
- テコンドー
- アーチェリー
- 射撃競技
- バドミントン
- ヨット
- チェス
- 自転車競技

## 競技会場

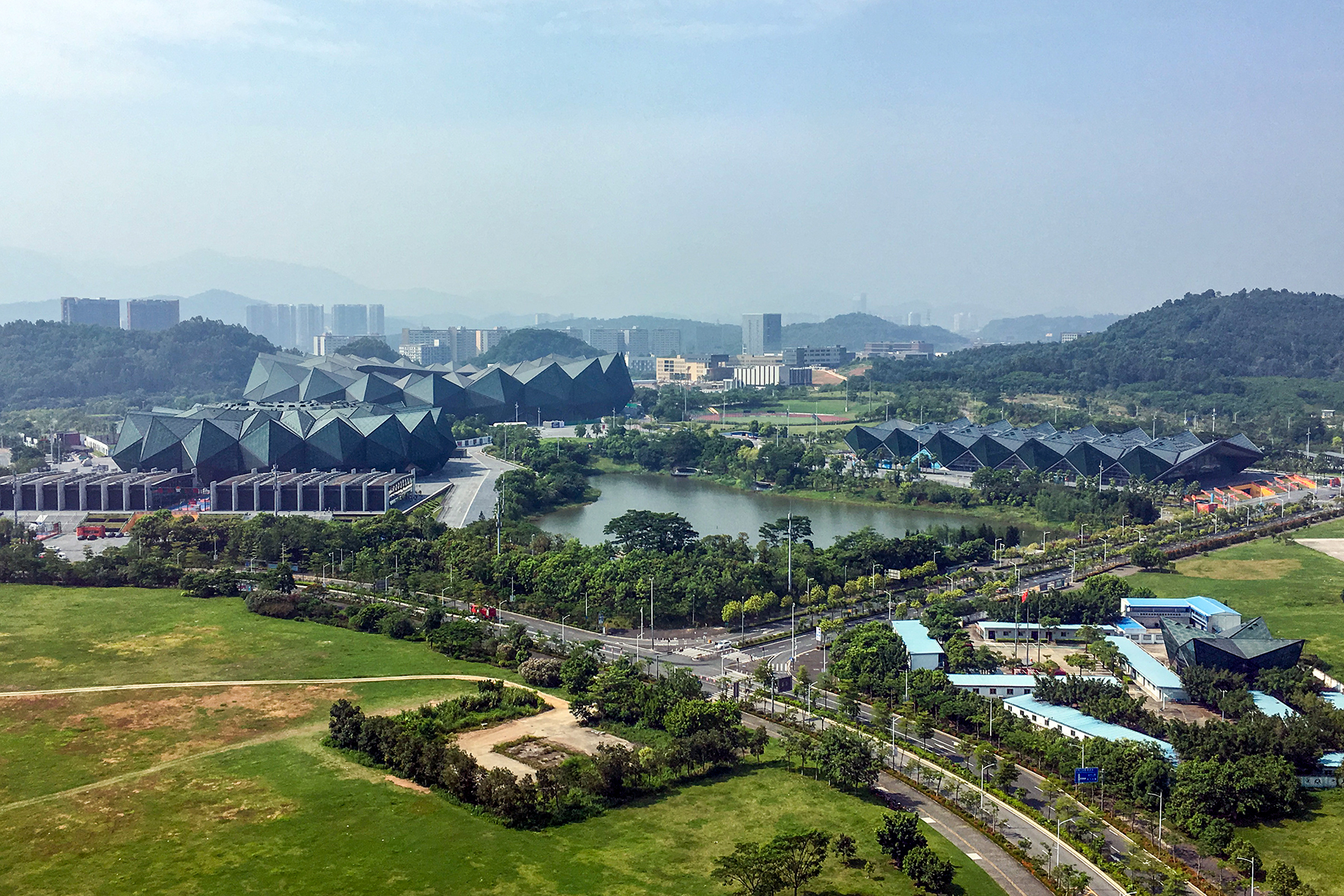
深圳世界大学生運動会体育中心

- 深圳世界大学生運動会体育中心（深圳大运中心、Shenzhen Universiade Center）
- 深圳湾体育中心（深圳湾体育中心、Shenzhen Bay Sports Center）
- 深圳体育場（深圳体育场、Shenzhen Stadium）
- 深圳水泳館 (深圳游泳跳水馆、Shenzhen Swimming and Diving Hall）
- 深圳会展中心（Shenzhen Convention & Exhibition Center）
- 深圳体育運動学校総合トレーニング館（深圳体育运动学校综合训练馆、Shenzhen Sport School Comprehensive Training Hall）
- 深圳信息職業技術学院体育館（深圳信息职业技术学院体育馆、Gym of Shenzhen Institute of Information Technology）
- 竜崗体育中心（龙岗体育中心、Longgang Sports Center）
- 広東竜崗国際自転車競技場（广东龙岗国际自行车赛场、Guangdong Longgang International Velodrome）
- 羅湖体育館（罗湖体育馆、Luohu Gym）
- 宝安体育館（宝安体育馆、Baoan Indoor Stadium）
- 宝安スタジアム（宝安体育场、Bao'an Stadium）
- 坪山体育中心体育館（坪山体育中心体育馆、Pingshan Sports Center Gym）
- 深圳外国語学校高中部体育館（深圳外国语学校高中部体育馆、Shenzhen Foreign Language School Gym）
- 深圳マリンスポーツベース（深圳海上运动基地、Shenzhen Maritime Sports Base）
- 七星湾分会場（七星湾分赛场、Seven Star Bay Marina）
- 福田体育公園（福田体育公园、Futian Sports Park）
- 大梅沙ビーチバレー競技場（大梅沙沙滩排球场、Dameisha Beach Volleyball Field）
- ミッションヒルズ・ゴルフクラブ（观澜湖高尔夫球会、Mission Hills Golf Club）

## マスコット
ユーユー（UU）。

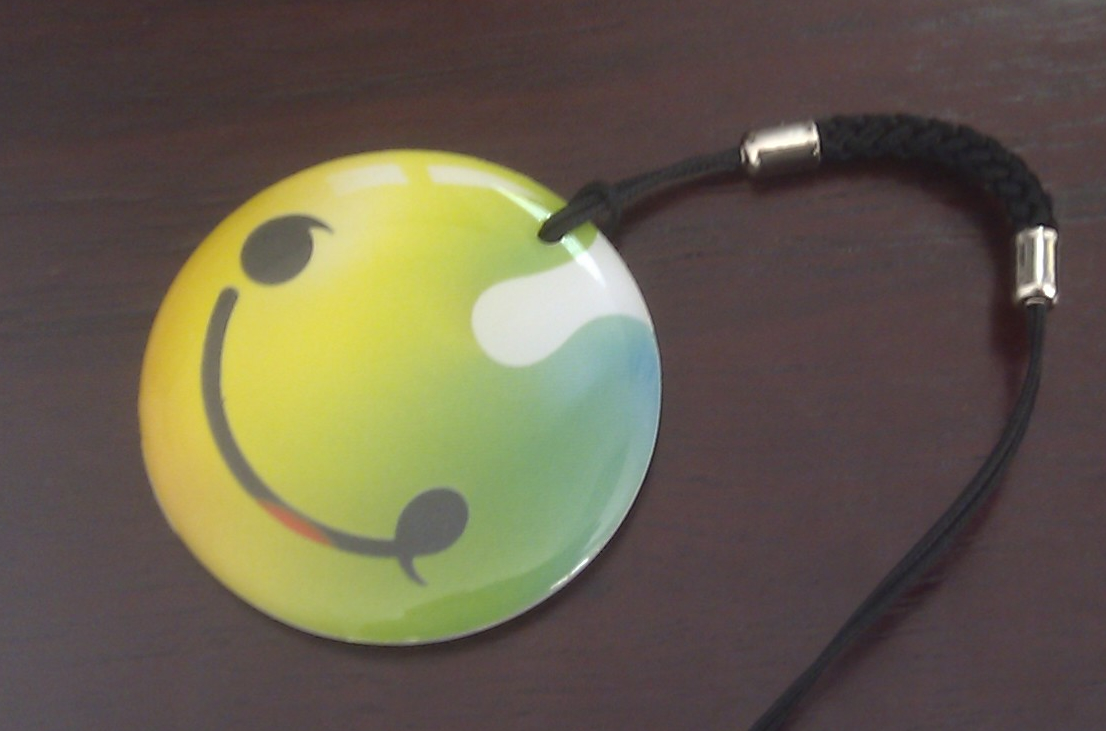
深圳通ユニバーシアードユーユーミニカード